# 2015 w informatyce
Kalendarium informatyczne 2015 roku
- 18 marca – opublikowano usługę Filesystem Hierarchy Standard 3.0[1].
- 24 kwietnia – na rynek trafił smartwatch Apple Watch firmy Apple[1].
- 29 lipca – Microsoft wydał system operacyjny Windows 10[1].
- 10 sierpnia – Larry Page poinformował o powołaniu holdingu Alphabet. W jej skład weszły Google oraz podległe jej spółki[1][2].
- 12 listopada – uruchomiono usługę YouTube Music[1].